# Amstel Gold Race 2012
47. edycja wyścigu kolarskiego Amstel Gold Race odbyła się w dniu 15 kwietnia 2012 roku i liczyła 256,5 km. Start wyścigu w Maastricht, a meta w Cauberg. Wyścig figurujował w rankingu światowym UCI World Tour 2012.
Z nr 1. pojawił się na starcie ubiegłoroczny triumfator, kolarz BMC Racing Team, Belg Philippe Gilbert (ukończył zawody na 6. miejscu).
Zwyciężył Włoch Enrico Gasparotto z grupy Pro Team Astana, dla którego było to najważniejsze zwycięstwo w karierze, drugi był Belg Jelle Vanendert, a trzeci Słowak Peter Sagan.
W wyścigu wzięło udział dwóch polskich kolarzy: z 96. nr startowym Maciej Paterski z Liquigas-Cannondale (73. na mecie) oraz ze 125. Michał Kwiatkowski z Omega Pharma-Quick Step (nie ukończył).

## Uczestnicy
Na starcie tego klasycznego wyścigu stanęło 24 zawodowych ekip, osiemnaście drużyn jeżdżących w UCI World Tour 2012 i sześć profesjonalnych zespołów zaproszonych przez organizatorów z tzw. "dziką kartą".
Lista drużyn uczestniczących w wyścigu:
| Numery  | Kod | Zespół                 |
| ------- | --- | ---------------------- |
| 1-8     | BMC | BMC Racing Team        |
| 11-18   | ALM | Ag2r-La Mondiale       |
| 21-28   | AST | Pro Team Astana        |
| 31-38   | EUS | Euskaltel-Euskadi      |
| 41-48   | FDJ | FDJ-BigMat             |
| 51-58   | GAR | Garmin-Barracuda       |
| 61-68   | GEC | GreenEDGE Cycling Team |
| 71-78   | KAT | Team Katusha           |
| 81-88   | LAM | Lampre-ISD             |
| 91-98   | LIQ | Liquigas-Cannondale    |
| 101-108 | LBT | Lotto-Belisol          |
| 111-118 | MOV | Movistar Team          |

| Numery  | Kod | Drużyna                       |
| ------- | --- | ----------------------------- |
| 121-128 | OPQ | Omega Pharma-Quick Step       |
| 131-138 | RAB | Rabobank Cycling Team         |
| 141-148 | RNT | RadioShack-Nissan-Trek        |
| 151-158 | SKY | Team Sky                      |
| 161-168 | SAX | Team Saxo Bank                |
| 171-178 | VCD | Vacansoleil-DCM               |
| 181-188 | ACC | Accent.jobs-Willems Veranda's |
| 191-198 | FAR | Farnese Vini-Selle Italia     |
| 201-208 | LAN | Landbouwkrediet               |
| 211-218 | ARG | Argos-Shimano                 |
| 221-228 | EUC | Team Europcar                 |
| 231-238 | TSV | Topsport Vlaanderen-Mercator  |

## Klasyfikacja generalna
| M-ce | Imię i nazwisko   | Kraj      | Drużyna               | Czas       |
| ---- | ----------------- | --------- | --------------------- | ---------- |
| 1.   | Enrico Gasparotto | Włochy    | Pro Team Astana       | 6h 32' 35" |
| 2.   | Jelle Vanendert   | Belgia    | Lotto-Belisol         | + 0"       |
| 3.   | Peter Sagan       | Słowacja  | Liquigas-Cannondale   | + 2"       |
| 4.   | Óscar Freire      | Hiszpania | Team Katusha          | + 2"       |
| 5.   | Thomas Voeckler   | Francja   | Team Europcar         | + 2"       |
| 6.   | Philippe Gilbert  | Belgia    | BMC Racing Team       | + 2"       |
| 7.   | Samuel Sánchez    | Hiszpania | Euskaltel-Euskadi     | + 2"       |
| 8.   | Fabian Wegmann    | Niemcy    | Garmin-Barracuda      | + 4"       |
| 9.   | Rinaldo Nocentini | Włochy    | Ag2r-La Mondiale      | + 4"       |
| 10.  | Bauke Mollema     | Holandia  | Rabobank Cycling Team | + 4"       |